# Pselaphodes prominulus
Pselaphodes prominulus – gatunek chrząszcza z rodziny kusakowatych i podrodziny marników. Występuje endemicznie w Chinach.
Gatunek ten opisali po raz pierwszy w 2018 roku Hunag Mengchi, Yin Ziwei i Li Lizhen na łamach Acta Entomologica Musei Nationalis Pragae. Jako miejsce typowe wskazano górę Maoer Shan w powiecie Xingan w chińskim rejonie Kuangsi. Holotyp zdeponowano w Zbiorze Owadów Shanghai Shifan Daxue.
Chrząszcz ten osiąga od 3,14 do 3,21 mm długości i od 1,06 do 1,12 mm szerokości ciała. Ubarwienie ma rudobrązowe. Głowa jest dłuższa niż szeroka. Oczy złożone buduje u samca około 43 omatidiów. Czułki buduje jedenaście członów, z których trzy ostatnie są powiększone, a u samca człon dziewiąty ma ponadto modyfikację w postaci dyskowatego wyrostka, zaś dwa następne człony przewężenia u nasady. Przedplecze jest dłuższe niż szerokie. Pokrywy są szersze niż dłuższe. Zapiersie (metawentryt) u samców ma krótkie i na wierzchołku ścięte wyrostki. Odnóża przedniej pary mają po drobnym kolcu na brzusznej stronie krętarzy, po drobnym kolcu na spodzie ud oraz zakrzywione i u szczytu silnie rozszerzone golenie. Środkowa para odnóży ma po dwa drobne kolce na spodzie krętarzy. Odwłok jest u nasady szeroki i z tyłu zwężony. Genitalia samca mają środkowy płat edeagusa silnie asymetryczny i u szczytu zwężony, paramery szeroko wydłużone, a endofallus zawierający jeden krótki i jeden podłużny skleryt.
Owad ten jest endemitem Chin, znanym tylko z Kuangsi i Jiangxi, w tym z rezerwatów Maoer Shan i Jiuwan Shan oraz góry Jinggang Shan. Spotykany był na rzędnych od 1160 do 2100 m n.p.m. Zasiedla ściółkę w lasach mieszanych i zaroślach.